# 63
| 63                 |
| ------------------ |
| Dødsfald - Fødsler |
|                    |

| Gregoriansk kalender | 63 LXIII                |
| Ab urbe condita      | 816                     |
| Armensk kalender     | I/T                     |
| Kinesiske kalender   | 2759 – 2760 壬戌 – 癸亥 |
| Etiopisk kalender    | 55 – 56                 |
| Jødisk kalender      | 3823 – 3824             |
| Hindukalendere       |                         |
| - Vikram Samvat      | 118 – 119               |
| - Shaka Samvat       | N/A                     |
| - Kali Yuga          | 3164 – 3165             |
| Iransk kalender      | 559 BP – 558 BP         |
| Islamisk kalender    | 576 BH – 575 BH         |

Se også 63 (tal)

## Begivenheder
- Et stort jordskælv ødelægger flere byer i Calabrien inkl. Pompeii.

## Født
- Plinius den Yngre, forfatter fra Rom.